# Кристиан (маркграф Бранденбург-Байрейта)
Кристиан Бранденбург-Байрейтский (нем. Christian von Brandenburg-Bayreuth; 30 января 1581, Кёльн — 30 мая 1655, Байройт) — маркграф княжества Байрейт в 1603—1655 годах.

## Биография
Кристиан родился в семье курфюрста Бранденбурга Иоганна Георга и его третьей супруги Елизаветы Ангальтской, дочери князя Иоахима Эрнста Ангальтского. В 1603 году он стал править в Бранденбург-Кульмбахе после угасания Ансбах-Егерндорфской ветви старшей линии франконских Гогенцоллернов в связи со смертью Георга Фридриха Старшего. Тем самым он стал основателем младшей линии франконских Гогенцоллернов.
Переход власти был подготовлен и узаконен в 1598 году Герским династическим договором. В 1604 году Кристиан перенёс свою резиденцию из Кульмбаха в Байрейт, и с этого времени его княжество стало называться не Бранденбург-Кульмбах, а по новой столице Бранденбург-Байрейт.
Кристиан стал одним из основателей Евангелической унии и выступил союзником шведов в Тридцатилетней войне. Император Священной Римской империи Фердинанд II лишил его за это власти, но Кристиан продолжил править.
Кристиан состоял в Плодоносном обществе и носил имя «Полноцветный». Похоронен в семейном склепе в городской церкви Байройта.

## Потомки
29 апреля 1604 года в Плассенбурге Кристиан сочетался браком с Марией Прусской, дочерью Альбрехта Фридриха Прусского. У них родились:
- Елизавета Элеонора (1606)
- Георг Фридрих (1608)
- Анна Мария (1609—1680), замужем за князем Иоганном Антоном I Эггенбергом (1610—1649)
- Магдалена Сибилла (1612—1687), замужем за курфюрстом Саксонии Иоганном Георгом II (1613—1680)
- Агнесса София (1611)
- Кристиан Эрнст (1613—1614)
- Эрдман Август (1615—1651), наследный принц Бранденбург-Байрейтский, женат на принцессе Софии Бранденбург-Ансбахской (1614—1646)
- Георг Альбрехт (1619—1666), неправивший маркграф Бранденбург-Кульмбахский, женат на принцессе Марии Елизавете Гольштейн-Зондербург-Глюксбургской (1628—1664), затем на графине Софии Марии Сольмс-Барутской (1626—1688)
- Фридрих Вильгельм (1620)